# تران (المضاربة والعارة)

تعديل مصدري - تعديل

تـران هي إحدى قرى عزلة العارة بمديرية المضاربة والعارة التابعة لمحافظة لحج، بلغ تعداد سكانها 166 نسمة حسب تعداد اليمن لعام 2004.